# 柳坪鄉 (合川)
柳坪鄉，是重慶市合川區（合川縣、合川市）曾設置的一個鄉鎮級行政單位。

## 概況
1953年2月19日分草街、鹽井鄉置麻柳鄉，屬第二區。位於縣境南緣，駐地麻柳坪，距縣城20公里。相傳，此地麻柳樹成林，處於坪上，1956年麻柳鄉併入草街鄉，1962年8月復置麻柳鄉；1968年，麻柳改名紅岩；1981年3月，麻柳鄉改稱柳坪鄉，1992年柳坪鄉併入草街鄉建鎮。面積16.9平方公里。6540人(農業人口5638人)。設柳坪居民委員會。轄麻柳、汪岩、金屏、岩口、風溪5個村。有耕地5052畝，主產糧食，亦產油料作物、蠶繭、茶葉等。有水庫一座，蓄水5萬方。地屬山區，有成片林7千畝。盛產山羊皮，品質優良，遠銷國外。地瀕嘉陵江，水上交通方便。